# Eulogius

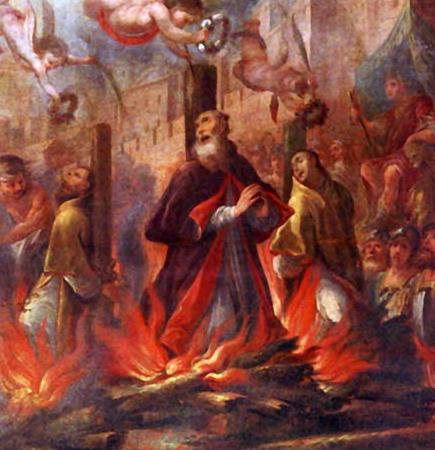
Terechtstelling

De heilige Eulogius (Tarragona, 259) was een Spaanse geestelijke.
Eulogius was een van de diakens van Fructuosus, bisschop van het Spaanse Tarragona. Hij werd door de Romeinse gouverneur Aemilianus gearresteerd samen met zijn collega Augurius en zijn bisschop, en stierf samen met hen de marteldood op de brandstapel in het Amfitheater van Tarraco. Alle drie werden heilig verklaard. Eulogius' feestdag is op 21 januari.